# Otočići Kukuljari
Otočići Kukuljari är öar i Kroatien.   De ligger i länet Šibenik-Knins län, i den södra delen av landet, 230 km söder om huvudstaden Zagreb.